# Кунца
Кунца (рум. Cunța) — село у повіті Алба в Румунії. Входить до складу комуни Шпрінг.
Село розташоване на відстані 248 км на північний захід від Бухареста, 20 км на південний схід від Алба-Юлії, 95 км на південь від Клуж-Напоки, 149 км на захід від Брашова.

## Населення
За даними перепису населення 2002 року у селі проживали 609 осіб.
Національний склад населення села:
| Національність | Кількість осіб | Відсоток |
| -------------- | -------------- | -------- |
| румуни         | 602            | 98,9%    |
| цигани         | 7              | 1,1%     |

Рідною мовою назвали:
| Мова      | Кількість осіб | Відсоток |
| --------- | -------------- | -------- |
| румунська | 602            | 98,9%    |
| циганська | 7              | 1,1%     |